# Hamupipőke 3. – Elvarázsolt múlt
A Hamupipőke 3. – Elvarázsolt múlt (eredeti cím: Cinderella III: A Twist in Time) 2007-ben megjelent amerikai 2D-s számítógépes animációs mesefilm, amely a Hamupipőke-trilógia harmadik, utolsó része. Az animációs játékfilm rendezője Frank Nissen, producere Margot Pipkin. A forgatókönyvet Dan Berendsen, Margaret Heidenry, Colleen Millea Ventimilia és Eddie Guzelian írta, a zenéjét Joel McNeely szerezte. A videofilm a Walt Disney Pictures és a DisneyToon Studios gyártásában készült, a Walt Disney Home Video forgalmazásában jelent meg. Műfaja: zenés romantikus fantasyfilm.
Amerikában 2007. február 6-án, Magyarországon 2007. március 21-én adták ki DVD-n.

## Cselekmény
|  | Alább a cselekmény részletei következnek! |

Hamupipőke és a Herceg ünnepséget szervez, amire meghívják a Tündér Keresztanyát, Jackiet és Gusztit is. Anasztázia véletlenül arra jár, és ellopja a Keresztanya varázspálcáját, melynek a Gonosz Mostoha nagyon megörül: így bosszút állhat Hamupipőkén. Hamarosan megjelenik a Tündér Keresztanya, hogy visszaszerezze Anasztáziától a pálcát, ám ekkor Anasztázia véletlenül szoborrá változtatja őt. A Gonosz Mostoha kapva az alkalmon visszaforgatja az idő addig a pillanatig, amikor Hamupipőke elhagyja az üvegcipőjét, s úgy alakítja az eseményeket, hogy Anasztázia legyen az új hercegné. Hamupipőke úgy dönt, visszaszerzi a hercegét ebben pedig Guszti és Jackie lesznek a segítői. Közben Anasztázia találkozik a Herceggel, s – a Mostoha közbenjárásával – őt hiszi feleségének. Vajon sikerrel jár Hamupipőke, vagy Anasztázia lesz az új királyné?
|  | Itt a vége a cselekmény részletezésének! |

## Televíziós megjelenések
Disney Channel, Disney Junior 